# Fiordo Moraine
El fiordo Moraine o fiordo Morena es una entrada de 6 kilómetros (3,5 millas náuticas) de largo con un arrecife (una morrena terminal) que se extiende a través de su entrada, formando la punta de la bahía Guardia Nacional, en la isla San Pedro del archipiélago de las Georgias del Sur.
Fue trazada por la Expedición Antártica Sueca supervisada por Otto Nordenskjöld en 1901-1904, quien le dio el nombre debido a la gran morrena glaciar en su entrada.